# Övertrasseringsavgift
Övertrasseringsavgift är en avgift som debiteras i samband med övertrassering av ett bankkonto, det vill säga ett uttag som är större än den mängd pengar som finns på kontot. Detta kan exempelvis vara möjligt vid betalning med bankkort. Övertrasseringsavgiften tas ut utöver det övertrasserade beloppet.